# Cornelius Bronsveld
Cornelius Bronsveld M. Afr. (Bussum, 17 februari 1905 - 14 januari 1980) was een Nederlands missionaris en een aartsbisschop van de Rooms-Katholieke Kerk, werkzaam in Tanzania.
Bronsveld werd op 29 juni 1930 priester gewijd bij de sociëteit van Missionarissen van Afrika. Vervolgens vertrok hij naar Tanzania, waar hij 29 jaar als missionaris werkzaam was.
Op 31 mei 1950 werd Bronsveld benoemd als apostolisch vicaris van Tabora; hij werd gelijktijdig benoemd als titulair bisschop van Carallia. Zijn bisschopswijding vond plaats op 22 augustus 1950. Toen het apostolisch vicariaat van Tabora op 25 maart 1953 werd omgezet in een aartsbisdom werd Bronsveld benoemd als eerste aartsbisschop.
Bronsveld ging op 21 december 1959 met emeritaat. Van 1959 tot 1970 was hij titulair aartsbisschop van Leontopolis in Augustamnica.
Bronsveld nam deel aan het Tweede Vaticaans Concilie (1962-1965).